# Drag Race Italia (seconda edizione)
La seconda edizione di Drag Race Italia è andata in streaming in Italia a dal 20 ottobre all'8 dicembre 2022 sulla piattaforma Discovery+, e in onda su Real Time in chiaro dall'11 gennaio al 1º febbraio 2023.
Il 30 settembre 2022 sono state annunciate le dieci concorrenti, provenienti da diverse parti d'Italia, in competizione per ottenere il titolo di Italia's Next Drag Superstar.
La Diamond, vincitrice dell'edizione, ha guadagnato come premio il titolo di Brand Ambassador per MAC Cosmetics per un anno, una corona e uno scettro di Aster Lab.

## Concorrenti
Le dieci concorrenti che prendono parte al reality show sono:
| Concorrente     | Vero nome         | Età | Città                  | Piazzamento |
| --------------- | ----------------- | --- | ---------------------- | ----------- |
| La Diamond      | Enrico La Rocca   | 35  | Riesi – Sicilia        | Vincitrice  |
| Aura Eternal    | Alan Yuri Geraci  | 24  | Palermo – Sicilia      | Finaliste   |
| Nehellenia      | Emanuele Aruta    | 31  | Roma – Lazio           | Finaliste   |
| La Petite Noire | Andrea Lo Coco    | 31  | Palermo – Sicilia      | 4º posto    |
| Skandalove      | Felice Leone      | 33  | Corato – Puglia        | 5º posto    |
| Gioffré         | Vincenzo Gioffrè  | 25  | New York – Stati Uniti | 6º posto    |
| Panthera Virus  | Matteo Carlomusto | 29  | Firenze – Toscana      | 7º posto    |
| Obama           | Baye Dame Dia     | 33  | Roma – Lazio           | 8º posto    |
| Tanissa Yoncè   | Antonio Alioto    | 28  | Catania – Sicilia      | 9º posto    |
| Narciso         | Stefano Rinaldi   | 29  | Frosinone – Lazio      | 10º posto   |

## Tabella eliminazioni
| Ordine | Episodi    | Episodi    | Episodi    | Episodi    | Episodi    | Episodi    | Episodi    | Episodi         |
| Ordine | 1          | 2          | 3          | 4          | 5          | 6          | 7          | 8               |
| ------ | ---------- | ---------- | ---------- | ---------- | ---------- | ---------- | ---------- | --------------- |
| 1      | Diamond    | Aura       | Diamond    | Diamond    | Petite     | Nehellenia | Diamond    | La Diamond      |
| 2      | Obama      | Petite     | Skanda     | Nehellenia | Nehellenia | Petite     | Aura       | Aura Eternal    |
| 3      | Gioffré    | Skanda     | Gioffré    | Petite     | Aura       | Diamond    | Nehellenia | Nehellenia      |
| 4      | Skanda     | Diamond    | Nehellenia | Skanda     | Skanda     | Aura       | Petite     | La Petite Noire |
| 5      | Tanissa    | Nehellenia | Aura       | Aura       | Diamond    | Skanda     | Skanda     |                 |
| 6      | Petite     | Panthera   | Petite     | Gioffré    | Gioffré    | Gioffré    |            |                 |
| 7      | Nehellenia | Gioffré    | Panthera   | Panthera   |            |            |            |                 |
| 8      | Aura       | Obama      | Obama      |            |            |            |            |                 |
| 9      | Panthera   | Tanissa    |            |            |            |            |            |                 |
| 10     | Narciso    |            |            |            |            |            |            |                 |

Legenda:
     La concorrente ha vinto la gara
     La concorrente è arrivata in finale ma non ha vinto la gara
     La concorrente è arrivata in finale, ma è stata eliminata
     La concorrente ha vinto la puntata
     La concorrente figura tra le prime, si è esibita in playback ma ha perso
     La concorrente figura tra le prime ma non ha vinto la puntata
     La concorrente è salva e accede alla puntata successiva (l'ordine di chiamata è casuale)
     La concorrente figura tra le ultime ma non ed è a rischio eliminazione
     La concorrente figura tra le ultime due ed è a rischio eliminazione
     La concorrente è stata eliminata

## Giudici
- Priscilla
- Chiara Francini
- Tommaso Zorzi

### Giudici ospiti
- Patty Pravo
- Nancy Brilli
- Ludovico Tersigni
- Sandra Milo
- Alessandra Celentano
- Nick Cerioni
- Vito Coppola
- Claudia Gerini
- Supremme de Luxe
- Michela Giraud
- Paola Iezzi
- Luca Tommassini

## Special Guest
- Ava Hangar
- Divinity
- Elecktra Bionic
- Farida Kant
- Ivana Vamp
- Le Riche
- Luquisha Lubamba
- Andrea Attila Felice
- Michele Magnani

## Riassunto episodi

### Episodio 1 –Little Italy
Il primo episodio della seconda edizione italiana si apre con le concorrenti che entrano nell'atelier. La prima a entrare è Nehellenia, l'ultima è Gioffré. Chiara Francini, Priscilla e Tommaso Zorzi fanno il loro ingresso annunciando l'inizio di una nuova edizione e dando il benvenuto alle concorrenti.
- La mini sfida: le concorrenti devono posare per un servizio fotografico ambientato in una scenografia a tema autolavaggio. La vincitrice della mini sfida è Nehellenia.
- La sfida principale: le concorrenti devono realizzare un outfit usando i materiali e tessuti che troveranno in una cassa, con oggetti e simboli che rappresentano i vari aspetti dell'arte italiana. Avendo vinto la mini sfida, Nehellenia può scegliere la propria cassa per prima e decidere l'ordine di pesca delle altre concorrenti. Tommaso Zorzi fa il suo ritorno nell'atelier offrendo alle concorrenti consigli su come eccellere nella sfida di moda.

| Concorrente     | Tema della cassa          |
| --------------- | ------------------------- |
| Aura Eternal    | Belle Époque              |
| Gioffré         | Scudo con testa di Medusa |
| La Diamond      | Quatto stagioni - Estate  |
| La Petite Noire | Statue di Sirene          |
| Narciso         | Sculture luminose         |
| Nehellenia      | Angeli della Passione     |
| Obama           | Primavera                 |
| Panthera Virus  | Futurismo                 |
| Skandalove      | Arte contemporanea        |
| Tanissa Yoncè   | Testa di moro             |

Giudice ospite della puntata è Patty Pravo. Il tema della sfilata è Arte Italiana, dove le concorrenti devono presentare l'abito appena creato. Priscilla dichiara Gioffré, Skanda, Tanissa, Petite e Nehellenia salve, e lascia le altre concorrenti sul palco per le critiche. Panthera Virus e Narciso sono le peggiori, mentre La Diamond è la migliore della puntata.
- L'eliminazione: Panthera Virus e Narciso vengono chiamate ad esibirsi con la canzone La bambola di Patty Pravo. Panthera Virus si salva, mentre Narciso viene eliminata dalla competizione.

### Episodio 2 –Drag colorata - Drag fortunata
Il secondo episodio si apre con le concorrenti che rientrano nell'atelier dopo l'eliminazione di Narciso, che si complimentano con La Diamond per la prima vittoria dell'edizione. Il giorno successivo nell'atelier si discute su quali possano essere le sfide future.
- La mini sfida: le concorrenti prendono parte al gioco Drag comanda colore. Ad ogni round le concorrenti devono trovare, all'interno di una piscina gonfiabile, una pallina colorata corrispondente a quella chiamata da Tommaso Zorzi. La vincitrice della mini sfida è Nehellenia.
- La sfida principale: le concorrenti, divise in due squadre, devono recitare nella soap opera Il segreto... ma mica poi tanto!!, parodia della soap opera spagnola Il segreto. Avendo vinto la mini sfida, Nehellenia può scegliere i membri della sua squadra. La prima squadra, capitanata da Nehellenia, comprende Aura, Skanda e Petite, mentre la seconda, capitanata da Panthera, comprende Diamond, Obama, Tanissa e Gioffré. Poco dopo, le concorrenti raggiungono Chiara Francini che le aiuterà con l'organizzazione della soap opera.

| Le Eternal (Team Nehellenia) | Le Eternal (Team Nehellenia)                                        | Scandalose, senza Skanda (Team Panthera) | Scandalose, senza Skanda (Team Panthera) |
| Concorrente                  | Ruolo                                                               | Concorrente                              | Ruolo                                    |
| ---------------------------- | ------------------------------------------------------------------- | ---------------------------------------- | ---------------------------------------- |
| Aura Eternal                 | Maria Assunta Adelfa Lucia Sanchez Zorzi Gallo Francini in Castroza | Gioffré                                  | Esperanza Escobar                        |
| La Petite Noire              | Serena Manola Dogratis                                              | La Diamond                               | Donna Maria                              |
| Nehellenia                   | Judy Morales                                                        | Obama                                    | Marta Delegare                           |
| Skandalove                   | Maria Jimenez Intonsa                                               | Panthera Virus                           | Mala Odores                              |
|                              |                                                                     | Tanissa Yoncè                            | Lina Morada                              |

Giudici ospiti della puntata sono Nancy Brilli e Ludovico Tersigni. Il tema della sfilata è Prato Fiorito, dove le concorrenti devono sfoggiare un abito con dei fiori. Priscilla dichiara Skanda, Diamond, Nehellenia e Panthera salve, e lascia le altre concorrenti sul palco per le critiche. Obama e Tanissa Yoncè sono le peggiori, mentre Aura Eternal è la migliore della puntata.
- L'eliminazione: Obama e Tanissa Yoncè vengono chiamate ad esibirsi con la canzone Bagno a mezzanotte di Elodie. Obama si salva, mentre Tanissa Yoncè viene eliminata dalla competizione.

### Episodio 3 –Snatch Game! Tutto può succedere
Il terzo episodio si apre con le concorrenti che rientrano nell'atelier dopo l'eliminazione di Tanissa, dispiaciute per l'uscita di una loro cara amica. Intanto Aura è soddisfatta della sua vittoria dopo che la settimana precedente aveva rischiato l'eliminazione.
- La mini sfida: le concorrenti devono "leggersi" a vicenda, ovvero diresi qualcosa di cattivo a vicenda in maniera scherzosa e divertente. La vincitrice della mini sfida è Nehellenia.
- La sfida principale: le concorrenti prendono parte allo Snatch Game, una parodia dello show statunitense Match Game in cui ciascuna deve partecipare impersonando una celebrità, con lo scopo di essere il più divertenti possibili. Priscilla e Chiara Francini sono i "partecipanti" del gioco. Tommaso Zorzi fa il suo ritorno nell'atelier, che aiuta le concorrenti con vari consigli per dare il meglio nel gioco. Le celebrità scelte dai concorrenti sono state:

| Concorrente     | Celebrità impersonata |
| --------------- | --------------------- |
| Aura Eternal    | Pamela Prati          |
| Gioffré         | Pinguino              |
| La Diamond      | Cristiano Malgioglio  |
| La Petite Noire | Chiara Ferragni       |
| Nehellenia      | Elenoire Ferruzzi     |
| Obama           | Barbara d'Urso        |
| Panthera Virus  | Asia Argento          |
| Skandalove      | Jill Cooper           |

Giudice ospite della puntata è Sandra Milo. Il tema della sfilata è Colpo di Sce...ma, dove le concorrenti devono sfoggiare un abito che si trasforma attraverso un colpo di scena. Priscilla dichiara Skanda, Gioffré e Nehellenia salve, e lascia le altre concorrenti sul palco per le critiche. Panthera Virus ed Obama sono le peggiori, mentre La Diamond è la migliore della puntata.
- L'eliminazione: Panthera Virus ed Obama vengono chiamate ad esibirsi con la canzone Down Down Down delle Lollipop. Panthera Virus si salva, mentre Obama viene eliminata dalla competizione.

### Episodio 4 –Figlie delle stelle
Il quarto episodio si apre con le concorrenti che rientrano nell'atelier dopo l'eliminazione di Obama, con Panthera triste della sua uscita poiché, nonostante il litigio avvenuto durante il precedente Untucked, era la persona con cui aveva legato di più. Intanto le concorrenti si complimentano con La Diamond per la sua seconda vittoria.
- La mini sfida: le concorrenti prendono parte ad un quiz sull'oroscopo. Per determinate il valore della domande le concorrenti devono salire su una ruota della fortuna, mentre devono resistere alla forza centrifuga della ruota in movimento. La vincitrice della mini sfida è Aura Eternal.
- La sfida principale: le concorrenti devono improvvisare una seduta di cartomanzia, con lo scopo di "leggere" i tarocchi a delle clienti, per poi scoprire che in realtà si trattano delle concorrenti della prima edizione di Drag Race Italia. Avendo vinto la mini sfida, Aura ha la possibilità di assegnare gli accoppiamenti per la sfida.

| Concorrente (Seconda edizione) | Concorrente (Prima edizione) |
| ------------------------------ | ---------------------------- |
| Aura Eternal                   | Luquisha Lubamba             |
| Gioffré                        | Ivana Vamp                   |
| La Diamond                     | Farida Kant                  |
| La Petite Noire                | Le Riche                     |
| Nehellenia                     | Divinity                     |
| Panthera Virus                 | Ava Hangar                   |
| Skandalove                     | Elecktra Bionic              |

Giudice ospite della puntata è Alessandra Celentano. Il tema della sfilata è Drag Oroscopo, dove le concorrenti devono sfoggiare un abito ispirato al proprio segno zodiacale. Priscilla dichiara Petite, Skanda ed Aura salve, e lascia le altre concorrenti sul palco per le critiche. Panthera Virus e Gioffré sono le peggiori, mentre La Diamond è la migliore della puntata.
- L'eliminazione: Panthera Virus e Gioffré vengono chiamate ad esibirsi con la canzone Jem di Cristina D'Avena. Gioffré si salva, mentre Panthera Virus viene eliminata dalla competizione.

### Episodio 5 –Festival Drag
Il quinto episodio si apre con le concorrenti che rientrano nell'atelier dopo l'eliminazione di Panthera, con Gioffré grata di aver ricevuto una seconda possibilità da parte dei giudici. Il giorno seguente nell'atelier le concorrenti discutono su una sfida più innovativa rispetto alle precedenti.
- La mini sfida: le concorrenti prendono parte al gioco Tuckis Roulant. A turno le concorrenti devono correre su un tapis roulant e, nel mentre,  fare il gioco del lancio dell'anello, con lo scopo di totalizzare più punti possibili. La vincitrice della mini sfida è La Diamond.
- La sfida principale: le concorrenti devono esibirsi nel nuovo musical Lady Gaga: Il Rusical Non Autorizzato, un musical dedicato alla vita dell'omonima cantante statunitense, alla sua evoluzione musicale e a quella dei suoi look. Ad ogni concorrente viene assegnata un'epoca diversa della vita della cantante. Poco dopo, le concorrenti raggiungono Chiara Francini ed il coreografo Andrea Attila Felice, che le aiuteranno con l'organizzazione della coreografia.

| Concorrente     | Epoca di Lady Gaga    |
| --------------- | --------------------- |
| Gioffré         | Epoca "Poker Face"    |
| La Petite Noire | Epoca "Poker Face"    |
| La Diamond      | Epoca "Alejandro"     |
| Skandalove      | Epoca "Alejandro"     |
| Aura Eternal    | Epoca "Shallow"       |
| Nehellenia      | Epoca "Shallow"       |
| Tutto il cast   | Epoca "Bad Romance"   |
| Tutto il cast   | Epoca "Born This Way" |

Giudici ospiti della puntata sono Nick Cerioni e Vito Coppola. Il tema della sfilata è Dancing Queen, dove le concorrenti devono sfoggiare un abito ispirato alla musica. Priscilla dichiara Diamond e Skanda salve, e lascia le altre concorrenti sul palco per le critiche. Visto l'ottimo lavoro di tutte le concorrenti, Priscilla annuncia che non ci sarà nessuna eliminazione e che le due concorrenti con il punteggio più alto si sfideranno in un playback della vittoria per decretare la migliore della puntata. La Petite Noire e Nehellenia vengono nominate le migliori della sfida.
- Il playback della vittoria: La Petite Noire e Nehellenia vengono chiamate ad esibirsi con la canzone The Rhythm of the Night di Corona. La Petite Noire viene dichiarata vincitrice del playback e, inoltre, viene proclamata anche la migliore della puntata.

### Episodio 6 –Una Drag nel pallone
Il sesto episodio si apre con le concorrenti che rientrano nell'atelier dopo il playback della vittoria, con Petite al settimo cielo per aver vinto il primo Lipsync for the Win nella storia dell'edizione italiana, mentre Nehellenia è molto amareggiata per l'ennesima vittoria mancata. Successivamente Vito Coppola raggiunge le concorrenti nell'atelier per augurare a tutti buona fortuna per le sfide future.
- La mini sfida: le concorrenti prendono parte ad una prova di assaggio al buio dove, da bendate, devono indovinare il maggior numero di alimenti posti sopra ad un membro della Pit Crew. La vincitrice della mini sfida è Aura Eternal.
- La sfida principale: le concorrenti devono fare un make-over, cioè truccare e preparare alcuni membri dei Lupi Roma, società calcistica italiana LGBT+ friendly, per farli diventare simili in drag. Avendo vinto la mini sfida, Aura può scegliere il suo compagno per prima e decidere l'ordine di pesca delle altre concorrenti. Durante la preparazione della sfida, le concorrenti e i calciatori si confrontano tra loro su diverse questioni, come ad esempio come i giocatori hanno avuto momenti complicati nelle loro carriere sportive a causa del loro orientamento sessuale e su come le concorrenti devono costantemente dare il massimo per essere accettate nella società.

| Concorrente     | Calciatore (Nome Reale)      | Calciatore (Nome in Drag) | Sport              |
| --------------- | ---------------------------- | ------------------------- | ------------------ |
| Aura Eternal    | Francesco Marsili            | Proxima Eternal           | Calcio             |
| Gioffré         | Thomas Mazzotta              | Jeffrey                   | Football americano |
| La Diamond      | Daniele Sampieri             | La Golden                 | Calcio             |
| La Petite Noire | Andrea Pillan                | Belle Soire               | Ginnastica ritmica |
| Nehellenia      | Francesco "Kekko" Malafronte | Fantasia                  | Scherma            |
| Skandalove      | Davide Figliolini            | Kastalove                 | Rugby              |

Giudice ospite della puntata è Claudia Gerini. Il tema della sfilata è Drag nello Sport, dove le concorrenti ed i calciatori devono sfoggiare due abiti che rappresentano un tipo di sport. Dopo la sfilata e le critiche dei giudici, Priscilla dichiara Gioffré e Skandalove le peggiori, mentre Nehellenia è la migliore della puntata.
- L'eliminazione: Gioffré e Skandalove vengono chiamate ad esibirsi con la canzone Pem Pem di Elettra Lamborghini. Skandalove si salva, mentre Gioffré viene eliminata dalla competizione.

### Episodio 7 –A spasso nel tempo
Il quinto episodio si apre con le concorrenti che rientrano nell'atelier dopo l'eliminazione di Gioffré, con Skanda grata di aver ricevuto una seconda possibilità dai giudici, affermando di voler vincere la prossima sfida a tutti i costi per raggiungere il livello delle altre. Successivamente fanno il calcolo delle vittorie di tutte, e molte si chiedono chi riuscirà ad accedere alla finale e chi sarà eliminata durante la semifinale.
- La mini sfida: le concorrenti devono realizzare un trucco completo in 5 minuti, mentre ci si esibisce in una performance con un hula hoop. Al termine del tempo mostreranno il risultato a Michele Magnani, senior artist della MAC Cosmetics. La vincitrice della mini sfida è Aura Eternal.

- La sfida principale: le concorrenti prendono parte alla prima edizione del Drag Race Roast, dove dovranno "leggere", in maniera scherzosa e ironica, i giudici dell'edizione. Avendo vinto la mini sfida, Aura decide l'ordine di esibizione che è: Aura, Petite, Skanda, Diamond e Nehellenia; Una volta scritte le battute le concorrenti raggiungono il palcoscenico principale, dove Tommaso Zorzi offre consigli su come eccellere in una sfida comica.

Giudici ospiti della puntata sono Michela Giraud e Supremme de Luxe. Il tema della sfilata è A Spasso nel Tempo, dove le concorrenti devono sfoggiare un abito ispirato da una determinata epoca storica. Dopo la sfilata e le critiche dei giudici, Priscilla dichiara La Petite Noire e Skandalove le peggiori, mentre La Diamond è la migliore della puntata ed accede alla finale, Aura Eternal e Nehellenia si salvano ed accedono alla finale.
- L'eliminazione: La Petite Noire e Skandalove vengono chiamate ad esibirsi con la canzone Far l'amore di Bob Sinclar e Raffaella Carrà. La Petite Noire si salva e accede alla finale, mentre Skandalove viene eliminata dalla competizione.

### Episodio 8 –Gran Finale
L'ottavo ed ultimo episodio di quest'edizione si apre con le concorrenti che, dopo l'annuncio delle quattro finaliste, discutono nell'atelier su chi riuscirà a vincere l'edizione e su chi sarà proclamata la prossima Drag Superstar italiana.
- La mini sfida: le concorrenti prendono parte ad una partita di Twister, con lo scopo di restare per il più possibile in equilibrio. La vincitrice della mini sfida è La Petite Noire.

- La sfida principale: per l'ultima prova, prima di incoronare la vincitrice di quest'edizione, le concorrenti devono prendere parte ad un videoclip, cantare ed esibirsi sulla canzone Portento (Na Na Na Na) e, successivamente, dovranno prendere parte a un'intervista con Chiara Francini.

Per la coreografia, le concorrenti hanno come istruttore Andrea Attila Felice. Durante le prove, Aura e Petite hanno problemi con la coreografia da solista. Per la coreografia di gruppo vengono anche invitate tutte le concorrenti precedentemente eliminate. Nel frattempo una a una le concorrenti prendono parte all'intervista, dove Chiara Francini pone domande sulla loro esperienza in questa edizione di Drag Race Italia.
I giudici della puntata sono: Priscilla, Chiara Francini, Tommaso Zorzi, Paola Iezzi e Luca Tommassini, quest'ultimi in qualità di giudici ospiti. Il tema della sfilata è Eleganza Extravaganza, dove le concorrenti devono sfilare con il loro abito migliore.
Dopo le critiche, le finaliste tornano nell'atelier dove ad aspettarle ci sono tutte le concorrenti dell'edizione, dove discutono dell'esperienza vissuta nello show. Prima di comunicare il giudizio, tutte le concorrenti sfilano sulla passerella per un'ultima volta. Viene poi eletta la prima Miss Drag Simpatia che, a differenza della versione statunitense, è stata selezionata dallo sponsor Wella. A vincere il titolo è stata Nehellenia.
Dopo l'ultima sfilata, Priscilla comunica che le tre finaliste che accedono alla finalissima sono Aura Eternal, La Diamond e Nehellenia, mentre La Petite Noire viene eliminata dalla competizione. Aura Eternal, La Diamond e Nehellenia si esibiscono in playback sulla canzone Festival di Paola & Chiara. Dopo l'esibizione, Priscilla dichiara La Diamond vincitrice della seconda edizione di Drag Race Italia.

## Ascolti
Dopo una prima trasmissione sulla piattaforma streaming Discovery+ nel 2022, dall'11 gennaio al 1º febbraio 2023 la serie è stata trasmessa in prima serata, in quattro doppi appuntamenti, sul canale Real Time.
| Puntata | Messa in onda    | Telespettatori | Share |
| ------- | ---------------- | -------------- | ----- |
| 1       | 11 gennaio 2023  | 253 000        | 1,20% |
| 2       | 11 gennaio 2023  | 249 000        | 1,80% |
| 3       | 18 gennaio 2023  | 184 000        | 0,90% |
| 4       | 18 gennaio 2023  | 217 000        | 1,70% |
| 5       | 25 gennaio 2023  | 189 000        | 0,90% |
| 6       | 25 gennaio 2023  | 182 000        | 1,40% |
| 7       | 1º febbraio 2023 | 210 000        | 1,00% |
| 8       | 1º febbraio 2023 | 196 000        | 1,50% |
| Media   | Media            | 210 000        | 1,30% |